# Gara Aghireș
Gara Aghireș este o stație de cale ferată care deservește comuna Aghireșu, județul Cluj, România.